# Henning Boel
Henning Boel (Ikast, 15 agosto 1945) è un ex calciatore danese, di ruolo difensore.

## Carriera

### Club
Boel inizia la carriera nell'Ikast FS, società militante nella serie cadetta danese.
Nel marzo 1968 si trasferisce in America, ingaggiato dagli statunitensi del Boston Beacons, per disputare la prima edizione della North American Soccer League. Ad aprile, a stagione in corso, passa ai Washington Whips, con cui  chiuse la stagione al secondo posto della Atlantic Division.
Terminata l'esperienza americana ritorna in Europa, il 30 novembre 1968 si trasferisce in Scozia per giocare nell'Aberdeen, con cui ottiene il quindicesimo nella Scottish Division One 1968-1969. L'esordio ufficiale in campionato con la maglia dei Dons avvenne il 4 gennaio 1969 nella vittoria esterna per 4-1 contro il Dundee Utd.
Nella stagione 1969-1970 con i Dons conquista l'ottavo posto finale e vince la Scottish Cup 1969-1970.
Le seguenti due stagioni, 1970-1971 e 1971-1972, sono chiuse entrambe al secondo posto alle spalle dei campioni del Celtic.
Nella stagione 1972-1973 ottiene il quarto posto in campionato, mentre in quella seguente il quarto posto. Con i Dons ha giocato quattro incontri nella Coppa UEFA, nelle edizioni 1971-1972 e 1972-1973: proprio nell'incontro di ritorno dei trentaduesimi di finale dell'edizione 1972-73 contro i tedeschi del Borussia M'gladbach giocato il 27 settembre 1972 e perso per 6-3, Boel si infortunò al ventiquattresimo minuto in maniera molto grave che causerà praticamente la fine della sua carriera ad Aberdeen.
Nell'aprile 1974 torna a giocare nella NASL, questa volta in forza ai neonati Boston Minutemen. Nella stagione d'esordio Boel con il suo club raggiunge le semifinali del torneo, perse contro i futuri campioni del L.A. Aztecs, mentre nel 1975 il campionato si ferma ai quarti di finale.
Chiusa la seconda esperienza americana, torna in patria all'Ikast.

### Nazionale
Dopo aver giocato nell'Under-21, Boel ha giocato 15 incontri con la nazionale danese tra il 1966 ed il 1973. Tra le varie partite disputate, è da ricordare la vittoria in amichevole del 23 agosto 1967 per 14 a 2 contro l'Islanda, che è la peggior sconfitta in assoluto della nazionale di Reykjavík.

## Statistiche

### Cronologia presenze e reti in nazionale
| Cronologia completa delle presenze e delle reti in nazionale ― Danimarca | Cronologia completa delle presenze e delle reti in nazionale ― Danimarca | Cronologia completa delle presenze e delle reti in nazionale ― Danimarca | Cronologia completa delle presenze e delle reti in nazionale ― Danimarca | Cronologia completa delle presenze e delle reti in nazionale ― Danimarca | Cronologia completa delle presenze e delle reti in nazionale ― Danimarca | Cronologia completa delle presenze e delle reti in nazionale ― Danimarca | Cronologia completa delle presenze e delle reti in nazionale ― Danimarca |
| Data                                                                     | Città                                                                    | In casa                                                                  | Risultato                                                                | Ospiti                                                                   | Competizione                                                             | Reti                                                                     | Note                                                                     |
| ------------------------------------------------------------------------ | ------------------------------------------------------------------------ | ------------------------------------------------------------------------ | ------------------------------------------------------------------------ | ------------------------------------------------------------------------ | ------------------------------------------------------------------------ | ------------------------------------------------------------------------ | ------------------------------------------------------------------------ |
| 3-7-1966                                                                 | Copenaghen                                                               | Danimarca                                                                | 0 – 2                                                                    | Inghilterra                                                              | Amichevole                                                               | -                                                                        |                                                                          |
| 18-9-1966                                                                | Helsinki                                                                 | Finlandia                                                                | 2 – 1                                                                    | Danimarca                                                                | Campionato nordico di calcio 1964-1967                                   | -                                                                        |                                                                          |
| 21-9-1966                                                                | Budapest                                                                 | Ungheria                                                                 | 6 – 0                                                                    | Danimarca                                                                | Qual. Euro 1968                                                          | -                                                                        |                                                                          |
| 26-10-1966                                                               | Copenaghen                                                               | Danimarca                                                                | 3 – 1                                                                    | Israele                                                                  | Amichevole                                                               | -                                                                        |                                                                          |
| 6-11-1966                                                                | Solna                                                                    | Svezia                                                                   | 2 – 1                                                                    | Danimarca                                                                | Campionato nordico di calcio 1964-1967                                   | -                                                                        |                                                                          |
| 30-11-1966                                                               | Rotterdam                                                                | Paesi Bassi                                                              | 2 – 0                                                                    | Danimarca                                                                | Qual. Euro 1968                                                          | -                                                                        |                                                                          |
| 4-6-1967                                                                 | Copenaghen                                                               | Danimarca                                                                | 1 – 1                                                                    | Germania Est                                                             | Qual. Euro 1968                                                          | -                                                                        |                                                                          |
| 25-6-1967                                                                | Copenaghen                                                               | Danimarca                                                                | 1 – 1                                                                    | Svezia                                                                   | Campionato nordico di calcio 1964-1967                                   | -                                                                        |                                                                          |
| 23-8-1967                                                                | Copenaghen                                                               | Danimarca                                                                | 14 – 2                                                                   | Islanda                                                                  | Amichevole                                                               | -                                                                        |                                                                          |
| 24-9-1967                                                                | Oslo                                                                     | Norvegia                                                                 | 0 – 5                                                                    | Danimarca                                                                | Campionato nordico di calcio 1964-1967                                   | -                                                                        |                                                                          |
| 4-10-1967                                                                | Copenaghen                                                               | Danimarca                                                                | 3 – 2                                                                    | Paesi Bassi                                                              | Qual. Euro 1968                                                          | -                                                                        |                                                                          |
| 11-10-1967                                                               | Lipsia                                                                   | Germania Est                                                             | 3 – 2                                                                    | Danimarca                                                                | Qual. Euro 1968                                                          | -                                                                        |                                                                          |
| 22-10-1967                                                               | Copenaghen                                                               | Danimarca                                                                | 3 – 0                                                                    | Finlandia                                                                | Campionato nordico di calcio 1964-1967                                   | -                                                                        |                                                                          |
| 12-5-1971                                                                | Porto                                                                    | Portogallo                                                               | 5 – 0                                                                    | Danimarca                                                                | Qual. Euro 1972                                                          | -                                                                        |                                                                          |
| 26-5-1971                                                                | Copenaghen                                                               | Danimarca                                                                | 1 – 2                                                                    | Belgio                                                                   | Qual. Euro 1972                                                          | -                                                                        |                                                                          |
| Totale                                                                   |                                                                          | Presenze                                                                 | 15                                                                       |                                                                          | Reti                                                                     | 0                                                                        |                                                                          |

## Palmarès
- Coppa di Scozia: 1

Aberdeen: 1970